# Будурлени (Бистрица-Насауд)
Будурлени (рум. Budurleni) насеље је у Румунији у округу Бистрица-Насауд у општини Теака. Oпштина се налази на надморској висини од 353 m.

## Становништво
Према подацима из 2002. године у насељу је живело 135 становника, од којих су сви румунске националности.